# 潘其昌
潘其昌（1932年9月—2018年8月3日），男，汉族，浙江慈溪人，中国金融家，曾任中共上海市委委员，交通银行副董事长、副总经理。董事长。